# سفارة إسبانيا في فيتنام
سفارة إسبانيا في فيتنام هي أرفع تمثيل دبلوماسي لدولة إسبانيا لدى فيتنام. تقع السفارة في وهي تهدف لتعزيز المصالح الإسبانية في فيتنام.

## وصلات خارجية
- قائمة سفارات إسبانيا
- قائمة السفارات في فيتنام